# 누탄
누탄(힌디어: नूतन, 영어: Nutan, 1936년 6월 4일 ~ 1991년 2월 21일)은 인도의 배우이다. 파드마 시리 서훈자이며, 필름페어상 여우주연상 5회(1956년, 1959년, 1963년, 1967년, 1978년) 수상자이다. 볼리우드 사상 최고의 여배우 중 한 명으로 여겨진다.